# Bartosz Salamon
Bartosz Salamon (* 1. Mai 1991 in Posen) ist ein polnischer Fußballspieler. Er steht seit 2021 bei Lech Posen unter Vertrag.

## Karriere

### Vereinskarriere
Bartosz Salamon begann 1999 bei Concord Murowana Goślina mit dem Fußballspielen, bevor er 2004 in die Jugendabteilung von Lech Posen wechselte. Für Lech spielte er bis 2007 und stand auch kurz im Kader der 2. Mannschaft, bevor er 2007 von Brescia Calcio verpflichtet wurde. Anfänglich nur für die Nachwuchsmannschaft vorgesehen, debütierte Bartosz Salamon schon in der Saison 2007/08, im Alter von 17 Jahren, in der Serie B für die Norditaliener. Allerdings kam er in seinen ersten drei Saisons in Brescia nicht über die Rolle des Auswechselspielers hinaus. Für die Saison 2010/11 wurde Salamon an Foggia Calcio ausgeliehen, wo er Stammspieler war und insgesamt 27 Spiele in der Serie C1 absolvierte und zwei Tore schoss. Nach seiner Rückkehr zu Brescia Calcio war er absoluter Stammspieler und gehörte in den Saisons 2011/12 und 2012/13 zu den besten Innenverteidigern der Serie B. Sein Talent blieb auch dem AC Mailand nicht verborgen, worauf hin dieser ihn zur Rückrunde der Saison 2012/13 für eine Ablösesumme von 3,5 Millionen Euro verpflichtete. Bartosz Salamon unterschrieb einen 4,5-Jahres-Vertrag mit den Mailändern. Bis zum Saisonende kam er in der ersten Mannschaft nicht zum Einsatz.
Zur Saison 2013/14 wechselte Salamon zu Sampdoria Genua. 50 % der Transferrechte blieben beim AC Mailand. Zudem wechselte Andrea Poli auf gleicher Basis nach Mailand. In der Saison 2013/14 kam er nur auf zwei Einsätze in der Serie A und wurde zur Saison 2014/15 an Delfino Pescara 1936 ausgeliehen, die in der Serie B spielen. Er brachte es auf 36 Ligaspiele und ein Tor für Pescara. Zur Saison 2015/16 wechselte er zum Serie-B-Konkurrenten Cagliari Calcio, wo er Stammspieler ist.
Mit Cagliari schaffte Salamon den Aufstieg in die Serie A und spielte während der Saison 2016/17 auch in dieser. Für die Spielzeit 2017/18 ist Salamon an SPAL Ferrara verliehen. 2021 wechselte er zurück in seine Heimat zu Lech Posen.

### Nationalmannschaft
Bartosz Salamon durchlief alle Jugend-Nationalmannschaften Polens. Seine erste Nominierung für das Polnische Nationalteam erhielt er vom damaligen Nationaltrainer Franciszek Smuda Ende 2010. Am 26. März 2013 debütierte er beim WM-Qualifikationsspiel (5:0) gegen San Marino für Polen. Vier weitere Male spielte er im Nationaltrikot, dann fiel er nach einer Knöchelverletzung aus der Mannschaft. Erst im Vorfeld der Fußball-Europameisterschaft 2016 in Frankreich wurde er wieder in die Nationalmannschaft zurückgeholt und ins EM-Aufgebot Polens aufgenommen. Er war einer von insgesamt fünf Spielern des Kaders, die nicht eingesetzt wurden.

## Erfolge
Cagliari Calcio
- Italienischer Zweitligameister: 2016

Lech Posen
- Polnischer Meister: 2022